# 坂本義和
坂本 義和 （さかもと よしかず、1927年9月16日 - 2014年10月2日）は、日本の政治学者。専門は、国際政治学・平和学。東京大学名誉教授。国際基督教大学平和研究所顧問。戦後の進歩的文化人を代表する人物の一人であり、学問的活動とともに、論壇で発言し続けた。父は東亜同文書院教授の坂本義孝。

## 経歴
米国ロサンゼルスで義孝・太代子の第二子として生まれた。生後間もなく上海に移り、小学3年まで同地ですごした後、日本（鎌倉・東京）に定住することになった。
1945年3月に東京高等師範学校附属中学校（現・筑波大学附属中学校・高等学校）を卒業。旧制第一高等学校を経て、1948年 東京大学に入学し、演習は丸山真男ゼミであった。1951年 東京大学法学部卒業。1954年4月助教授に任命される。
1955年7月シカゴ大学に留学し、ハンス・モーゲンソウに師事。
1959年、雑誌『世界』（1959年8月号）掲載の「中立日本の防衛構想」で国連警察軍駐留論を唱える。
1964年から1988年まで法学部教授として国際政治学を担当する。東大紛争では加藤一郎総長代行と共に解決に尽力。東大教授退官後は明治学院大学、国際基督教大学で教える。衆議院議員の加藤紘一や政治学者の藤原帰一は坂本の演習の選択者である。門下生の学者に高橋進、中村研一、大西仁（東北大学教授）らがいる。
戦後冷戦期の論壇において、アメリカに批判的な平和主義の立場から、高坂正堯や永井陽之助らと外交や安全保障政策をめぐって、論戦を交わす。いわゆる「アイデアリズムとリアリズムの論争」とされるものだが、モーゲンソウの弟子としての坂本は、外交を道徳論レベルでのみ考えるものでない。したがって、坂本にあっては、日米安保条約の相対化のみならずいわゆる9条護憲主義もまた相対化され、「一国平和主義でなく、国連中心主義にたっての自衛隊の国際貢献のみの使用」が導き出される。
『軍縮の政治学』で、ソ連のアフガン侵攻を「侵入」と表現しており、『自由』から「その罪を緩和する用語を使い分ける坂本義和東大名誉教接並みの冷静さ」と評されている。
北朝鮮による日本人拉致問題では、「『拉致疑惑』問題は、今や日本では完全に特定の政治勢力に利用されている。先日、横田めぐみさんの両親が外務省に行って、『まず、この事件の解決が先決で、それまでは食糧支援をすべきでない』と申し入れた。これには私は怒りを覚えた。自分の子どものことが気になるなら、食糧が不足している北朝鮮の子どもたちの苦境に心を痛め、援助を送るのが当然だ。それが人道的ということなのだ」と発言した。
2002年（平成14年）に北朝鮮自身が日本人拉致を認めると、坂本は『諸君!』『正論』などから激しく批判された。また、山脇直司のようなリベラル派からも、北朝鮮による拉致という国家犯罪は絶対に許してはならないし、左翼知識人の過去の言動は徹底的に糾弾されてしかるべきだろう、と批判された。
1994年、作家柳美里の小説『石に泳ぐ魚』が提訴された裁判では、原告の知人として大江健三郎らとチームを作り原告を支援して勝訴に導いた。
1996年、新聞論説「問われる国家の品格――国連人権委の元『従軍慰安婦』問題での決議」(クマラスワミ報告)で「現にナチの犠牲者に対し、日本の賠償の十倍近くの戦後補償を払いつづけているドイツのことは、人権委員会の議題にもなっていないし、なりようもないではないか。・・それが未解決であり、日本政府の対応が不十分であり『失敗』であったことを物語っているのだ」「問われているのは、日本の国家の品格なのである。そのことは、重い戦後補償を果たしてきたドイツが、国際社会で品格と信頼を回復してきた事実に示されている。私たちは、日本の過去の戦争での罪の償いが終わっていないという事実、まだ終わったと国際的に認められていないという事実を正視しなければならない」と主張する。
2000年代以降も、「単独講和より全面講和の道を選ぶべき」という論説を朝日新聞に掲載。これに対し神谷不二から産経新聞の「「正論」欄」において批判を受けている
2012年の韓国の李明博大統領による天皇謝罪要求発言については「明らかに失言」であり、「日本の戦争責任を日本のふつうの国民以上に痛感している点で、私も敬愛を惜しまない現天皇について、あまりに無知であり、恥ずべきである」と強く批判した。
2014年10月2日夜、心不全のため東京都内の病院において87歳で死去した。

## 著作

### 単著
- 『核時代の国際政治』（岩波書店, 1967年／新版, 1982年）
- 『平和――その現実と認識』（毎日新聞社, 1976年）
- 『軍縮の政治学』（岩波書店［岩波新書］, 1982年／新版, 1988年）
- 『地球時代の国際政治』（岩波書店［同時代ライブラリー］, 1990年）
- 『地球時代に生きる日本――憲法と「国際貢献」』（岩波書店［岩波ブックレット］, 1991年）
- 『相対化の時代』（岩波書店［岩波新書］, 1997年）
- 『人間と国家――ある政治学徒の回想』岩波書店、岩波新書(新赤版)上・下巻1316-1317、2011年、ISBN 978-4-00-431316-8,ISBN 978-4-00-431317-5

### 編著
- 『暴力と平和』（朝日新聞社, 1982年）
- Asia: Militarization & Regional Conflict, (Zed Books, 1988).
- Global Transformation: Challenges to the State System, (United Nations University Press, 1994).
- 『世界政治の構造変動（全4巻）』（岩波書店, 1994-1995年）

1. 「世界秩序」
2. 「国家」
3. 「発展」
4. 「市民運動」

- 『核と人間（1・2）』（岩波書店, 1999年）

1. 「核と対決する20世紀」
2. 「核を超える世界へ」

### 共編著
- （長洲一二）『自治体の国際交流――ひらかれた地方をめざして』（学陽書房, 1983年）
- （松本繁一）『変動するアジア国際政治』（アジア経済研究所, 1984年）
- （R・E・ウォード）『日本占領の研究』（東京大学出版会, 1987年）
- （大串和雄）『地球民主主義の条件――下からの民主化をめざして』（同文舘出版, 1991年）
- （小森陽一・安丸良夫）『歴史教科書何が問題か――徹底検証Q&A』（岩波書店, 2001年）

### 訳書
- F・L・シューマン『ソヴエトの政治――内政と外交（1・2）』（岩波書店, 1956年）
- アナトール・ラパポート『戦略と良心（上）』（岩波書店, 1972年）

### 著作集
- 『坂本義和集（全6巻）』（岩波書店, 2004年-2005年）

1. 「国際政治と保守思想」
2. 「冷戦と戦争」（解題：藤原帰一）
3. 「戦後外交の原点」（解題：藤原帰一）
4. 「日本の生き方」（解題：遠藤誠治）
5. 「核対決と軍縮」（解題：石田淳）
6. 「世界秩序と市民社会」（解題：大串和雄）

### 百科事典
- 『世界大百科事典』 - 「軍拡」「軍事化」「軍縮」「国際政治」「世界政治」「ナショナリズム」「モーゲンソー」